# Kernelvirus
Ein Kernelvirus ist eine spezielle Technik eines Computervirus.
Kernel-Viren infizieren in Computern zuerst bestimmte Programme, die das Betriebssystem beim Systemstart lädt (Kernel). Kernelviren sind eigentlich eine Mischung aus einem Verzeichnis- und einem Bootsektorvirus. Der Begriff bezeichnet nicht Viren, die allgemein den Kernel befallen, sondern die spezielle Vorgänge beim Laden des Kernels beim Systemstart (Boot) ausnutzen. 
Bei MS-DOS/Windows-Betriebssystemen sind die Dateien IO.SYS oder MSDOS.SYS Angriffspunkt.
Der einzige – in freier Wildbahn – bekannte Vertreter dieser Art stammt aus Russland und heißt 3APA3A. Bei Disketten steht er im Bootsektor, bei Festplatten verwendet es eine sehr ausgefallene, seltene Technik: er erzeugt ein zweites unsichtbares File IO.SYS, in dem der Viruscode enthalten ist. Beim Start des Rechners wird anstelle des ursprünglichen IO.SYS der Virus in den Speicher geladen. Der Virus enthält keine Schadensfunktion.
Ein Synonym ist Zaraza.